# (271) Penthesilea
(271) Penthesilea – planetoida z pasa głównego asteroid okrążająca Słońce w ciągu 5 lat i 78 dni w średniej odległości 3,01 j.a. Została odkryta 13 października 1887 roku w Berlińskim Obserwatorium przez Viktora Knorre. Nazwa planetoidy pochodzi od Pentezylei, królowej Amazonek w mitologii greckiej.